# 软骨肉瘤
软骨肉瘤系起源于软骨组织的恶性肿瘤，从其发生部位来看，可分为中央型和周围型。前者发生于骨髓腔或皮质内部，后者发生于骨膜下皮质或骨膜。根据肿瘤的发展过程又可分为原发及继发两种。前者发病年龄早，恶性程度高，发展快，预后差，后者则为骨软骨瘤、软骨瘤等良性肿瘤的恶性变，发病较晚，发展缓慢，预后稍佳，占软骨肉瘤的4％。主要为内生软骨瘤。内生软骨瘤一般发生于长骨的干部，尤多见于手和足的管状骨，发病年龄一般在青春期至50岁左右之间。肿瘤生长缓慢，症状轻微，但有恶变倾向。单发性内生软骨瘤的病理形态变化与内生软骨瘤病相同；后者是一种罕见的软骨形成成功紊乱，在指（趾）骨或长骨干部发生多数为良性肿瘤。